# 竹田役員待遇
『竹田役員待遇』（たけだやくいんたいぐう）は、とがしやすたかによる日本の4コマ漫画作品。前身となる『竹田副部長』は『スーパージャンプ』（集英社）にて1996年16号より連載開始、休刊号となる2011年21・22合併号まで連載された。単行本は1998年と1999年に1巻ずつ発売されたが刊行は中断された。2006年にはコンビニコミック（集英社ジャンプリミックス）で1冊刊行された。スーパージャンプ休刊後、後継誌の『グランドジャンプ』に移籍、『竹田役員待遇』と改題して創刊号から2018年4号まで連載。
2015年にはジャンプリミックスより『竹田役員待遇 昇進!昇天・セレクション』が発売。副部長時代後期以降の抜粋収録となっている。

## 主な登場人物
竹田役員待遇
某会社に勤めるキャバクラ・風俗が大好きなスダレ禿の中年男性。仕事に対してはあまり真面目ではなく、派閥にも無頓着だったが、掲載誌の移籍に伴い役員待遇に昇進する。
会社のOLや取引先の女性に対するセクハラは日常茶飯事。セクハラ行為は本人や第三者からの伝聞による聞き間違いから起こすことが多い。
本人曰く若い頃はモテていたという。店にはまめに通うため、プロの女性からの受けは良い。
株沢
竹田と同年代の同僚。通称・株さん。落ち武者ヘアーでリストラ候補の平社員。オタク趣味や女性への興味は強い。